# Jogos Olímpicos de Inverno de 1968
Os Jogos Olímpicos de Inverno de 1968, oficialmente X Jogos Olímpicos de Inverno, foram um evento multiesportivo realizados em Grenoble, na França. Contou com a participação de 1 158 atletas, sendo 947 homens e 211 mulheres representando 37 países. Competindo em 10 modalidades esportivas, os jogos foram disputados de 6 a 18 de fevereiro. A Noruega liderou o quadro de medalhas com 14 conquistas no total sendo 6 de ouro, tornando-se a primeira nação a superar a União Soviética desde sua entrada nos Jogos em 1956.

## Modalidades disputadas
- Biatlo
- Bobsleigh
- Combinado nórdico
- Esqui alpino
- Esqui cross-country
- Luge
- Salto de esqui
- Hóquei no gelo
- Patinação artística
- Patinação de velocidade

## Países participantes
Um total de 37 nações enviaram representantes para os Jogos. Marrocos participou dos Jogos Olímpicos de Inverno pela primeira vez. Atletas da Alemanha Oriental e da Alemanha Ocidental competiram com delegações separadas pela primeira vez.
Na lista abaixo, o número entre parênteses indica o número de atletas por cada nação nos Jogos:
- FRG Alemanha Ocidental (87)
- GDR Alemanha Oriental (57)
- ARG Argentina (5)
- AUS Austrália (3)
- AUT Áustria (76)
- BUL Bulgária (6)
- CAN Canadá (70)
- TCH Checoslováquia (48)
- CHI Chile (4)
- KOR Coreia do Sul (8)
- DEN Dinamarca (3)
- ESP Espanha (19)
- USA Estados Unidos (95)
- FIN Finlândia (52)
- FRA França (75)
- GBR Grã-Bretanha (38)
- GRE Grécia (3)
- HUN Hungria (10)
- IND Índia (1)
- IRI Irã (4)
- ISL Islândia (4)
- ITA Itália (52)
- YUG Iugoslávia (30)
- JPN Japão (61)
- LIB Líbano (3)
- LIE Liechtenstein (9)
- MAR Marrocos (5)
- MGL Mongólia (7)
- NOR Noruega (65)
- NZL Nova Zelândia (6)
- NED Países Baixos (9)
- POL Polônia (31)
- ROM Romênia (30)
- SWE Suécia (68)
- SUI Suíça (34)
- TUR Turquia (11)
- URS União Soviética (74)

## Quadro de medalhas
| Ordem | País                | Medalha de ouro | Medalha de prata | Medalha de bronze |    |
| ----- | ------------------- | --------------- | ---------------- | ----------------- | -- |
| 1     | NOR Noruega         | 6               | 6                | 2                 | 14 |
| 2     | URS União Soviética | 5               | 5                | 3                 | 13 |
| 3     | FRA França          | 4               | 3                | 2                 | 9  |
| 4     | ITA Itália          | 4               |                  |                   | 4  |
| 5     | AUT Áustria         | 3               | 4                | 4                 | 11 |

Fonte: Comitê Olímpico Internacional (Quadro de medalhas - Grenoble 1968)